# اوتویه
اوتویه (به فرانسوی: Autouillet) یک کمون در فرانسه است که در canton of Montfort-l'Amaury واقع شده‌است. اوتویه ۴٫۹۴ کیلومتر مربع مساحت دارد ۱۱۰ متر بالاتر از سطح دریا واقع شده‌است.